# Túraautó-Európa-bajnokság
A túraautó-Európa-bajnokság (European Touring Car Championship) az FIA irányítása alá tartozó autóverseny-sorozat volt. Először 1963 és 1988 között, aztán 2000-től 2004-ig működött. 2005-től a túraautó-világbajnokság, illetve az évente egy versenyt rendező túraautó-Európa-kupa váltotta fel a nemzetközi túraautó-versenyzést.

## Történelem

### 1963–1988
Az Európai Túraautó Kihívást 1963-ban hozta létre Willy Stenger. Az autóknak az FIA túraautó-szabályainak kellett megfelelniük de a szabályok lehetővé tették, hogy olyan kisautók mint a Fiat 600-as és a Mini versenyezzenek olyan nagyobb autókkal mint a Mercedes-Benz 300SE és a Jaguar Mark 2. 1963-ban a legendás Nordschleife pályán kezdték a szezont, ezután egy hegyi verseny következett Mont Ventoux-n, utána két angol pálya, Brands Hatch és a Mallory Park majd két Benelux-Államok beli pálya, a Belga Zolder és a Hollandiai Zandvoort pályáján mentek versenyt utána az Osztrák Timmelsjoch pályája következett majd Magyarországon a Népligeten kialakított pályán ért véget a szezon amit a német Peter Nöcker nyert meg a Jaguar-ral.
1968-ban már az 5-ös csoportos autók is rajthoz állhattak a versenyeken. 1970-ben a bajnokság neve Európai Túraautó Kihívásról túraautó-Európa-bajnokságra változott.
1982-ben az FIA az 1-es és 2-es csoportos autókat kitiltotta a szériából, helyükre az A csoportos illetve N csoportos autókat hozta a bajnokságba.
Az 1988-as szezon után megszűnt a bajnokság a fokozódó költségek miatt. Az utolsó évben a BMW és a Ford uralta a bajnokságot.
A sorozat megszűnése miatt a Macau-i verseny, a Spa-i illetve a Nürburgring-i 24 órás verseny széria nélkül maradt. A 90-es évek elejétől számos európai, valamint Európán kívüli túraautós bajnokságban a Supertouring szabályoknak megfelelően bonyolították le a versenyeket. Látva a Supertouring népszerűségét, az FIA 1993-ban megrendezte az első túraautó-világkupát (World Touring Car Cup), amelynek helyszíne a történelmi monzai versenypálya volt. Az eseményre a világ minden pontjáról érkeztek versenyzők az országos bajnokságokból. Az első világkupa győztese a Ford Mondeóval versenyző Paul Radisich volt. Ezután még két alkalommal rendeztek világkupa versenyt. 1994-ben Donington Parkba látogatott a világkupa mezőnye, a verseny végén szintén Paul Radisich emelhette magasba a trófeát. Az 1995-ös világkupa versenyen az Audi Quattrót terelgető Frank Biela diadalmaskodott a Paul Ricard versenypályán. Az 1996-os világkupát az A1-Ringen a kevés jelentkező miatt lefújták, ezután nem tartottak ilyen versenyeket.

### 2000–2004
2000-ben az olasz túraautó-bajnokságot Európai Supertouring-Európakupának nevezték. 2001-ben Supertouring-Európa-bajnokságon lett a neve. 2002-ben lett a bajnokság neve túraautó-Európa-bajnokság és a Super2000-es autók váltották fel a Supertouring-autókat. A versenyeket a Eurosport közvetítette és nagy népszerűsége volt a versenyeknek. 2005-től már világbajnokságként üzemelt a bajnokság.

## Szezonok

### ETCC (1963–1988)
| Év   | Pilóta | Gyártó                                                                      |
| ---- | --- | --------------------------------------------------------------------------- |
| 1963 | Peter Nöcker (Jaguar Mk II)                                                                                             | -                                                                           |
| 1964 | Warwick Banks (BMC Mini Cooper S)                                                                                       | -                                                                           |
| 1965 | Div.3 Jacky Ickx (Ford Mustang) Div.2 John Whitmore (Ford Lotus Cortina) Div.1 Ed Swart (Abarth 1000 TC)                | Div.3 Ford Div.2 Ford Div.1 Abarth                                          |
| 1966 | Div.3 Hubert Hahne (BMW 2000TI) Div.2 Andrea de Adamich (Alfa Romeo 1600 GTA) Div.1 Giancarlo Baghetti (Abarth 1000 TC) | Div.3 BMW Div.2 Alfa Romeo Div.1 Abarth                                     |
| 1967 | Div.3 Karl von Wendt (Porsche 911) Div.2 Andrea de Adamich (Alfa Romeo 1600 GTA) Div.1 Willi Kauhsen (Abarth 1000 TC)   | Div.3 Porsche Div.2 Alfa Romeo Div.1 Abarth                                 |
| 1968 | Div.3 Dieter Quester (BMW 2002) Div.2 John Rhodes (Morris Mini Cooper S) Div.1 John Handley (Morris Mini Cooper S)      | Div.3 BMW Div.2 BMC Div.1 BMC                                               |
| 1969 | Div.3 Dieter Quester (BMW 2002) Div.2 Spartaco Dini (Alfa Romeo 1600 GTA) Div.1 Marsilio Pasotti (Abarth 1000 TC)       | Div.3 BMW Div.2 Alfa Romeo Div.1 Abarth                                     |
| 1970 | Toine Hezemans (Alfa Romeo 2000 GTAm)                                                                                   | BMW                                                                         |
| 1971 | Dieter Glemser (Ford Capri RS2600)                                                                                      | Alfa Romeo                                                                  |
| 1972 | Jochen Mass (Ford Capri RS2600)                                                                                         | Alfa Romeo                                                                  |
| 1973 | Toine Hezemans (BMW 3.0 CSL)                                                                                            | BMW                                                                         |
| 1974 | Hans Heyer (Ford Escort RS1600)                                                                                         | Ford                                                                        |
| 1975 | Siegfried Müller Sr. (BMW 3.0 CSL) Alain Peltier (BMW 3.0 CSL)                                                          | Div.2: BMW Div.1: Ford                                                      |
| 1976 | Jean Xhenceval (BMW 3.0 CSL) Pierre Dieudonné (BMW 3.0 CSL)                                                             | Div.4: BMW Div.3: Opel Div.2: Alfa Romeo Div.1: Alfa Romeo                  |
| 1977 | Dieter Quester (BMW 3.0 CSL)                                                                                            | Div.5: BMW Div.4: BMW Div.3: Alfa Romeo Div.2: Volkswagen Div.1: Alfa Romeo |
| 1978 | Umberto Grano (BMW 3.0 CSL)                                                                                             | BMW                                                                         |
| 1979 | Martino Finotto (BMW 3.0 CSL) Carlo Facetti (BMW 3.0 CSL)                                                               | BMW                                                                         |
| 1980 | Helmut Kelleners (BMW 320) Siegfried Müller Jr. (BMW 320)                                                               | Audi                                                                        |
| 1981 | Umberto Grano (BMW 635CSi) Helmut Kelleners (BMW 635CSi)                                                                | Škoda                                                                       |
| 1982 | Umberto Grano (BMW 528i)                                                                                                | Alfa Romeo                                                                  |
| 1983 | Dieter Quester (BMW 635CSi)                                                                                             | Alfa Romeo                                                                  |
| 1984 | Tom Walkinshaw (Jaguar XJS)                                                                                             | Alfa Romeo                                                                  |
| 1985 | Gianfranco Brancatelli (Volvo 240 Turbo) Thomas Lindström (Volvo 240 Turbo)                                             | Alfa Romeo                                                                  |
| 1986 | Roberto Ravaglia (BMW 635CSi)                                                                                           | Toyota                                                                      |
| 1987 | Winfried Vogt (BMW M3)                                                                                                  | BMW                                                                         |
| 1988 | Roberto Ravaglia (BMW M3)                                                                                               | Ford                                                                        |

### ETCC (2000–2004)
| Év   | Bajnok                                                                                        | Bajnok               | Privátbajnok | Privátbajnok            | Sorozatnév                        |
| Év   | Pilóta                                                                                        | Gyártó/Csapat        | Pilóta | Csapat                  | Sorozatnév                        |
| ---- | --------------------------------------------------------------------------------------------- | -------------------- | --- | ----------------------- | --------------------------------- |
| 2000 | Fabrizio Giovanardi (Alfa Romeo 156 D2)                                                       | Nordauto Engineering | N/A | N/A                     | Supertouring Európakupa           |
| 2001 | Fabrizio Giovanardi (Supertouring)(Alfa Romeo 156 D2) Peter Kox (Super Production) (BMW 320i) | Nordauto Engineering | Sandro Sardelli (Nissan Primera Mk3 GT) (Supertouring Amateur) Norman Simon (BMW 320i) (Super Production Under 25) | N/A                     | FIA Supertouring Európa-bajnokság |
| 2002 | Fabrizio Giovanardi (Alfa Romeo 156 GTA)                                                      | Alfa Romeo           | Fabrizio Giovanardi                                                                                                | N/A                     | FIA túraautó-Európa-bajnokság     |
| 2003 | Gabriele Tarquini (Alfa Romeo 156 GTA)                                                        | BMW                  | Duncan Huisman (BMW 320i)                                                                                          | Alfa Romeo Autodelta    | FIA túraautó-Európa-bajnokság     |
| 2004 | Andy Priaulx (BMW 320i)                                                                       | BMW                  | Tom Coronel (BMW 320i)                                                                                             | AutoDelta Squadra Corse | FIA túraautó-Európa-bajnokság     |